# Aulophyseter
Aulophyseter — вимерлий рід кашалотів з міоценових утворень західного та східного узбережжя Північної Америки. Aulophyseter досягав у довжину приблизно 6 метрів при розрахунковій масі тіла 1100 кілограмів.

## Розповсюдження
Скам'янілості Авлофізетра були знайдені в:
- Формація Ойдавара, Японія
- Формація Темблор, Каліфорнія
- Формація Сент-Мері, Меріленд